# 新虎幸明
新虎 幸明（にいとら こうめい、1975年5月13日 - ）は、山梨県出身の俳優。夢工房所属。

## 人物
身長180cm。
趣味は自主映画制作。特技はサッカー。

## 出演

### テレビドラマ
- はみだし刑事情熱系 PART8最終章 第3話（2004年、テレビ朝日）
- OUT LIMIT（2005年、WOWOW）
- 相棒（テレビ朝日）
  - Season4 第10話（2005年） - テレビカメラマン
  - Season5 第4話（2006年） - 巡査
  - Season5 第13話（2007年） - 救急隊員
  - Season6 第13話（2008年） - 新宿北署刑事
  - Season7 第2話（2008年） - 留置管理係
  - Season7 第5話（2008年） - テレビ局警備員
  - Season7 元日スペシャル（2009年） - 田中慶次
  - Season8 初回スペシャル（2009年） - レポーター
  - Season9 第3話（2010年） - 三木プランニング社員
  - Season9 最終回スペシャル（2011年） - 記者
  - Season10 元日スペシャル（2012年） - 警察庁警備局公安課刑事
  - Season11 第9、10話（2012年） - 吹上署刑事
  - Season12 初回スペシャル（2013年） - 警視庁捜査一課刑事
  - Season12 元日スペシャル（2014年） - 警視庁捜査一課刑事
  - Season13 初回スペシャル（2014年） - 警視庁捜査一課刑事
  - Season13 元日スペシャル（2015年） - 警視庁捜査一課刑事
  - Season14 第18、19話（2016年） - 山梨県警刑事
  - Season15 第7話（2016年） - 警視庁捜査一課刑事
  - Season16 最終回スペシャル（2018年） - 警官
  - Season17 第15話（2019年） - 警察職員
  - Season18 第19話（2020年） - 警備員
  - Season19 第17話（2021年） - 田崎眼鏡社員
  - Season21 第5話（2022年11月9日） - 刑事
  - Season23 元日スペシャル（2025年1月1日） - 「プライムフォーカス」出演者
- 月曜ゴールデン（TBS）
  - 万引きGメン・二階堂雪 第14作（2006年） - 山城刑事
  - 女タクシードライバーの事件日誌 第7作（2014年） - 刑事
- 土曜ワイド劇場（テレビ朝日）
  - 検事・朝日奈耀子
    - 第5作（2006年） - 喧嘩の男
    - 第7作（2009年） - 西新宿警察署刑事

  - 弁天祐美子法律事務所 第1作（2007年） - 田辺
  - おかしな刑事
    - 第4作（2007年） - 山川雅行（青年期）
    - 第11作（2014年） - 江川のボディーガード

  - 終着駅の牛尾刑事VS事件記者・冴子
    - 第7作（2007年）
    - 第13作（2013年） - 警官

  - 越境捜査 第1作（2008年） - 警察官
  - 西村京太郎トラベルミステリー
    - 第49作（2008年） - 佐藤刑事
    - 第60作（2013年） - 記者
    - 第61作「越後・会津殺人ルート」（2014年） - 坂口刑事
    - 第64作（2015年） - 警備員
    - 第66作（2016年） - 熊谷雄一

  - 警視庁・捜査一課長 第5作（2015年） - 警察官
- ザ・決断スペシャル 命の報道ドラマ「北朝鮮工作船事件」（2007年、テレビ東京）
- 金曜プレステージ→金曜エンタテイメント→金曜プレステージ（フジテレビ）
  - 浅見光彦シリーズ
    - 第27作（2007年） - 監視の男
    - 第30作「天河伝説殺人事件」（2008年） - 小西刑事
    - 第40作（2011年） - 坑夫
- 警視庁捜査一課9係（テレビ朝日）
  - season3 第3話（2008年）
  - 新・警視庁捜査一課9係 season2 第8話（2010年）
  - season11（2016年）
    - 第1話 ※ノンクレジット
    - 第8話 - 清掃員

  - 特捜9
    - Season4 第10話（2021年） - 作業員
    - final season（2025年）
      - 第8話（5月28日） - 不動産会社社員 役[1]
      - 最終話（6月11日） - 被疑者 役
- ゴンゾウ 伝説の刑事（2008年、テレビ朝日） - ウェイター
- 日本史サスペンス劇場特別版『東大落城』安田講堂36時間の攻防戦…40年の真相SP（2009年、日本テレビ） - 機動隊員
- 14歳〜千原ジュニア たった1人の闘い（2009年、テレビ東京） - 体育教師
- 臨場 第1シリーズ 第2話（2009年、テレビ朝日） - 鑑識課員
- ランナウェイ〜愛する君のために 第1話（2011年、TBS）
- 3.11 その日、石巻で何が起きたのか〜6枚の壁新聞（2012年、日本テレビ）
- 世にも奇妙な物語 2012年 春の特別編「スウィート・メモリー」（2012年、フジテレビ） - 引っ越し業者
- 遺留捜査（テレビ朝日）
  - 第2シリーズ 第4話（2012年） - 店員
  - 第3シリーズ 第8話（2013年） - 警官
- 連続ドラマW（WOWOW）
  - プラチナタウン（2012年）
  - 地の塩（2014年）
  - テミスの求刑 第2話（2015年）
  - 5人のジュンコ 第5話（2015年）
  - 沈まぬ太陽 第1部 第1、2話（2016年）
  - 監査役 野崎修平 第5、6話（2018年）
- 仮面ライダーシリーズ（テレビ朝日）
  - 仮面ライダーウィザード 第6、7話（2012年） - 川崎愛美の父
  - 仮面ライダーエグゼイド 第17話（2017年） - 父親
  - 仮面ライダービルド 第2話（2017年9月10日） - 特殊部隊隊長
- でたらめヒーロー 第11話（2013年、日本テレビ）
- 水曜ミステリー9 新・犯罪交渉人百合子 第1作（2013年、テレビ東京） - 警官
- ウルトラマンギンガS 第1話（2014年、テレビ東京） - 作業員
- 東京スカーレット〜警視庁NS係 第6話（2014年、TBS） - SP
- 日曜エンターテインメント 所轄魂（2015年、テレビ朝日） - 所轄刑事
- ドラマスペシャル 検事の死命（2016年、テレビ朝日） - 取調官
- 刑事7人 第2シリーズ（2016年、テレビ朝日） - 警察官
- 警視庁・捜査一課長 第8話（2016年、テレビ朝日） - ラーメン屋店主
- 嫌われる勇気 第1話（2017年、フジテレビ）
- ミステリースペシャル おとり捜査官・北見志穂 第20作（2017年、テレビ朝日） - 警察官
- 日曜ワイド（テレビ朝日）
  - 終着駅シリーズ 第31作（2017年） - 住人
  - おかしな弁護士（2017年） - 警官
- 巨悪は眠らせない 特捜検事の標的（2017年、テレビ東京） - SP
- 日曜プライム
  - 誘拐法廷〜セブンデイズ〜（2018年） - 被害者家族
  - 警視庁・捜査一課長 第6作（2019年） - 青果店主人
  - 全身刑事（2020年） - 救急隊員
- 終着駅シリーズ（テレビ朝日）
  - 第36作（2020年） - 救急隊員
  - 第37作（2021年） - 市野商会社員
- 絶メシロード 第5話（2020年、テレビ東京） - 坂口
- 居酒屋兆治（2020年、NHK）
- 悪女（わる）働くのがカッコ悪いなんて誰が言った? 第5話（2022年5月11日、日本テレビ）
- ブラックポストマン（2023年8月18日 - 9月29日、テレビ東京） - 刑事
- 失踪人捜索班 消えた真実 第3話（2025年4月25日、テレビ東京） - 刑事 役[2]
- ナンバーワン戦隊ゴジュウジャー 第10話（2025年4月27日、テレビ朝日） - 常連客

### 再現ドラマ
- バラエティーニュース キミハ・ブレイク（TBS） - 教師
- 学べる!!ニュースショー!（テレビ朝日） - 藤村隊員
- 心ゆさぶれ!先輩ROCK YOU（日本テレビ）
- 奇跡の感動物語 - 同僚

### 映画
- Zero Plus 2（2002年）
- 北の零年（2005年、東映） - 侍
- 同じ月を見ている Under the Same Moon（2005年、東映） - 組員
- 俺は、君のためにこそ死ににいく（2007年、東映） - 山本軍曹
- 遠くの空に消えた（2007年、ギャガ） - 村人
- 仮面ライダー THE NEXT（2007年、東映） - 警備員
- クライマーズ・ハイ（2008年、東映）
- イキガミ（2008年、東宝） - 白衣の男
- 相棒 -劇場版II- 警視庁占拠! 特命係の一番長い夜（2010年、東映） - 警官
- ゾンビデオ（2012年、太秦）
- 残穢 -住んではいけない部屋-（2016年、松竹） - 炭鉱夫
- 海賊と呼ばれた男（2016年、東宝） - 日章丸甲板員
- アウトレイジ 最終章（2017年、ワーナー・ブラザース映画） - 幹部
- 今夜、ロマンス劇場で（2018年、ワーナー・ブラザース映画） - 付き人
- 劇場版シグナル 長期未解決事件捜査班（2021年、東宝） - 新田豪